# Dobrzynka (województwo warmińsko-mazurskie)
Dobrzynka (niem. Guttenfeld) – wieś w północnej Polsce położona w województwie warmińsko-mazurskim, w powiecie bartoszyckim, w gminie Górowo Iławeckie. 

## Historia
Dobrzynka była lokowana w 1374 r. jako wieś czynszowa na 64 włókach. Szkoła powstała w połowie XVIII w. W 1935 r. w szkole pracował jeden nauczyciel i uczyło się 70 dzieci. W 1939 r. we wsi było 174 mieszkańców.
Podczas przynależności do Prus Książęcych i Prus Wschodnich Dobrzynka nosiła nazwę Guttenfeld.
W latach 1975–1998 miejscowość administracyjnie należała do województwa olsztyńskiego. W 1983 r. w Dobrzynce było 19 domów, skupionych w zwartej zabudowie. Mieszkało wtedy we wsi 68 osób i funkcjonowały 24 indywidualne gospodarstwa rolne, gospodarujące na 292 ha ziemi i hodujące 176 sztuk bydła (w tym 81 krów mlecznych), 92 sztuki świń, 35 koni i 78 owiec. W tym czasie działał we wsi punkt biblioteczny a ulice miały elektryczne oświetlenie.